# West St. Clair
West St. Clair  è una township degli Stati Uniti d'America, nella contea di Bedford nello Stato della Pennsylvania. Secondo il censimento del 2000 la popolazione è di 1.647 abitanti.

## Società

### Evoluzione demografica
La composizione etnica vede una maggioranza della razza bianca (98,12%) seguita da quella asiatica (0,18%), dati del 2000.
| township di West St. Clair Popolazione |       |
| 2000                                   | 1.647 |
| Stima al 2009                          | 1.751 |